# Alfredo Rota
Alfredo Rota (Milán, 21 de julio de 1975) es un deportista italiano que compitió en esgrima, especialista en la modalidad de espada.
Participó en tres Juegos Olímpicos de Verano, entre los años 2000 y 2008, obteniendo dos medallas en la prueba por equipos, oro en Sídney 2000 (junto con Paolo Milanoli, Maurizio Randazzo y Angelo Mazzoni) y bronce en Pekín 2008 (con Diego Confalonieri, Matteo Tagliariol y Stefano Carozzo).
Ganó dos medallas en el Campeonato Mundial de Esgrima, plata en 2007 y bronce en 1997, y seis medallas en el Campeonato Europeo de Esgrima entre los años 1999 y 2009.

## Palmarés internacional
| Juegos Olímpicos   | Juegos Olímpicos            | Juegos Olímpicos  | Juegos Olímpicos   |
| Año                | Lugar                       | Medalla           | Prueba             |
| ------------------ | --------------------------- | ----------------- | ------------------ |
| 2000               | Sídney (Australia)          | Medalla de oro    | Espada por equipos |
| 2008               | Pekín (China)               | Medalla de bronce | Espada por equipos |
| Campeonato Mundial |                             |                   |                    |
| Año                | Lugar                       | Medalla           | Prueba             |
| 1997               | Ciudad del Cabo (Sudáfrica) | Medalla de bronce | Espada por equipos |
| 2007               | San Petersburgo (Rusia)     | Medalla de plata  | Espada por equipos |
| Campeonato Europeo |                             |                   |                    |
| Año                | Lugar                       | Medalla           | Prueba             |
| 1999               | Bolzano (Italia)            | Medalla de oro    | Espada por equipos |
| 1999               | Bolzano (Italia)            | Medalla de plata  | Espada individual  |
| 2006               | Esmirna (Turquía)           | Medalla de bronce | Espada individual  |
| 2006               | Esmirna (Turquía)           | Medalla de bronce | Espada por equipos |
| 2008               | Kiev (Ucrania)              | Medalla de bronce | Espada por equipos |
| 2009               | Plovdiv (Bulgaria)          | Medalla de bronce | Espada por equipos |